# Arctosa oneili
Arctosa oneili är en spindelart som först beskrevs av William Frederick Purcell 1903.  Arctosa oneili ingår i släktet Arctosa och familjen vargspindlar. Inga underarter finns listade i Catalogue of Life.